# Samsung C&T
A Samsung C&T Corporation (Construction & Trading Corporation) (korábban Samsung Corporation) (koreaiul: szamszong mulszan; 삼성 물산) 1938-ban alakult a Samsung Group leányvállalataként, 
hogy külföldi értékesítési tevékenységet folytasson. 1995 óta nagyrészt a globális mérnöki és építési projektekre, a kereskedelemre és a befektetésekre, a divatra és az üdülőhelyekre összpontosított. A társaságot egy 11 tagú igazgatóság irányítja, amelynek négy munkacsoportja (mérnöki és építőipar, kereskedelem és befektetés, divat és üdülőhely), egy pénzügyi vezetője és hat független tagja van. A Samsung C&T alig 13 000 embert foglalkoztat.

## Története
1975-ben a koreai kormány a Samsung C&T-t jelölte ki az első általános kereskedelmi vállalatnak, ami tengerentúli üzleteket végezhetett. Miután 1995 decemberében a vállalat összeolvadt a Samsung Construction-el, a Samsung C&T a világ több mint 50 országában kezdte meg működését.
2015 szeptemberében a Samsung C&T egyesült a Cheil Industries-al, egy koreai textilipari céggel, amely a divatiparban kiemelkedő szerepet töltött be, és amelyet eredetileg a Samsung Everland vásárolt fel 2013 decemberében. Az egyesüléssel kapott Samsung C&T a divattal, az élelmiszerpiaccal, a lakhatással, a szabadidős tevékenységekkel és a bioüzemekkel foglalkozik illetve a mérnöki és építőipar, kereskedelmi és befektetési, meg divat- és üdülő csoportokkal is foglalkozik. Az egyesülés egy harmadik pillért hozott létre a Samsung-csoport gazdasága számára, kiegészítve annak elektronikai és pénzügyi szolgáltatásait.

## Tervezési és építési részleg
A Samsung C&T Engineering & Construction Csoport a mérnöki, és az építési szakterületekre specializálódott.

### Építési projektek
A Samsung C&T mérnöki és építési csoportja ott volt a legjelentősebb felhőkarcoló projektekben; a 828 méteres Burj Khalifában Dubaiban, a Malajziai Petronas tornyokban, és a Szaúd-Arábiában működő Tadawul toronyban. A csoport ismert a Cleveland Klinikáról Abu Dhabiban, valamint a koreai Incheon nemzetközi repülőtér építéséről is.

### Polgári projektek
A Samsung C&T polgári projektjei közé tartozik az utak, hidak, alagutak, kikötők, metrók és gátak építése. A legjelentősebb projektjei közé tartozik a Mersey Gateway az Egyesült Királyságban, a Szaúd-Arábiában található Riyadh metró és a dél-koreai Busan Newport.

### Erőművek

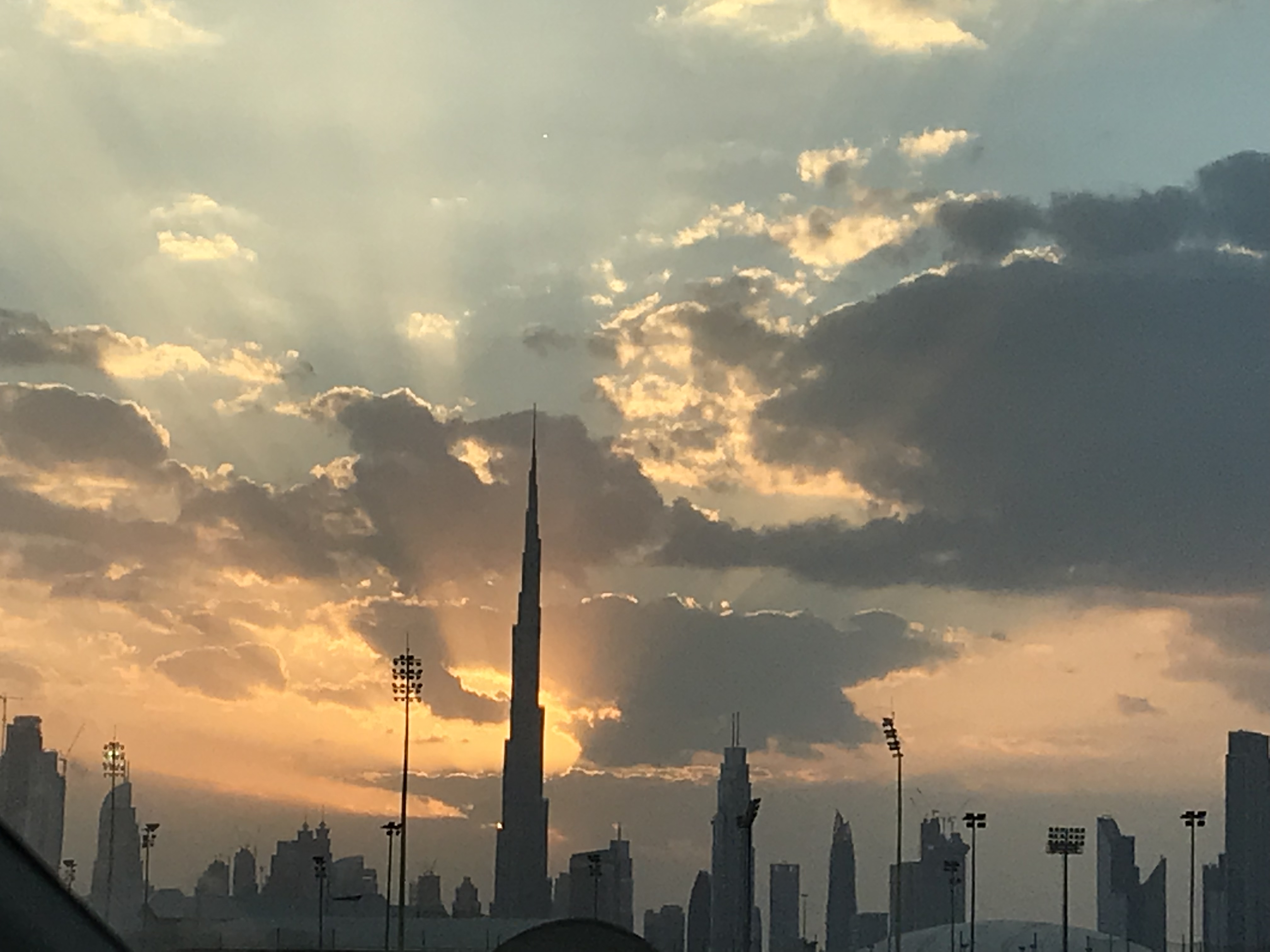
A 828 méter magas Burj Kalifa

A Samsung C&T üzemi üzletága modern erőművek építésében vesz részt - mind hagyományosban, mind nukleárisban. Korábbi projektjei között szerepel az Egyesült Arab Emírségek Nukleáris Erőmű és az Emálerőmű, valamint a szingapúri LNG-terminál.

## Kereskedelmi és befektetési részleg
A Samsung C&T Kereskedelmi és Befektetési részlege olyan ipari áruk kereskedelmére koncentrál, mint a vegyi anyagok, az acél és a természeti erőforrások, illetve olyan komplexumokat tervez, mint a Samsung Renewable Energy (szél- / napenergia-erőmű), a Balkhash Hőerőmű, a Terminál KMS ( LNG) és a KST Electric Power Company.

## Divatrészleg
Az első években a divatrészleg, korábban Cheil Industries, elsősorban a ruha és az alkalmi viseletre összpontosított, a legfontosabb ruházati márkákkal, mint a Galaxy és a Beanpole. Emellett sportmárka is volt, mint például a Rapido. Most, a divat részleg berakta a Beanpole-ba a gyermek ruházatot, a kültéri ruházatot és a különböző kiegészítőket. Új márkákat is elindított a női ruházatban (KUHO / LeBeige). A csoport felgyorsította a globális piacra való belépést, kezdve a világhírű Juun.J márka promóciójával, amelyet 2007-ben a párizsi divathéten mutattak be.
A divatrészleg a koreai divatipar fejlesztésében is részt vesz a K+F beruházásokon, szponzorálásokon és finanszírozási eseményeken. Ezen kívül működik a Samsung Fashion Institute és a Samsung Design Net, amely csatornák a legújabb iparági hírekhez, trendadatokhoz, piaci jelentésekhez és kutatási adatbázishoz nyújtanak a hozzáférést. Továbbá, a divattervezők támogatása érdekében a divat részleg futtatja a Samsung Fashion Design Fund-ot (SFDF), amely évente kiválasztja a legjobb ruhatervezőket.

## Üdülési részleg
Az 1963-ban alapított üdülési és építési részleg kiterjesztette üzleti körét a területfejlesztésről az üdülőhelyekre, a golfra, az ételszolgáltatásra és az italszolgáltatásra, az energiaszolgáltatásra és a tereprendezésre, valamint az építőiparra.
A Group Everland Resort és a high-end golfpályák, mint például az Anyang Country Club és a Gapyeong Benest, együtt elnyerték az innovatív ügyfelek elégedettségét, és a Koreai Standard Egyesülettől is megkapták a kiemelkedő vállalati díjat. Ötven év elteltével a üdülési részleg az építőipartól, az energszolgáltatástól a tájépítési projektig terjed. A Samsung Welstory, amely a szolgáltatásnyújtás kezdete óta 1982-ben a legnagyobb koreai vendéglátó-ipari cég lett, 2013 óta különálló vállalatként működik.

## Fordítás
Ez a szócikk részben vagy egészben  a   Samsung C&T Corporation című angol Wikipédia-szócikk ezen változatának fordításán alapul.  Az eredeti cikk szerkesztőit annak laptörténete sorolja fel. Ez a jelzés csupán a megfogalmazás eredetét és a szerzői jogokat jelzi, nem szolgál a cikkben szereplő információk forrásmegjelöléseként.